# Maxillaria angustibulbosa
Maxillaria angustibulbosa är en orkidéart som beskrevs av Charles Schweinfurth. Maxillaria angustibulbosa ingår i släktet Maxillaria och familjen orkidéer.
Artens utbredningsområde är Peru. Inga underarter finns listade i Catalogue of Life.